# Trodos (wieś)
Trodos (gr. Τροόδος) – wieś w Republice Cypryjskiej, w dystrykcie Limassol.